# François-váza

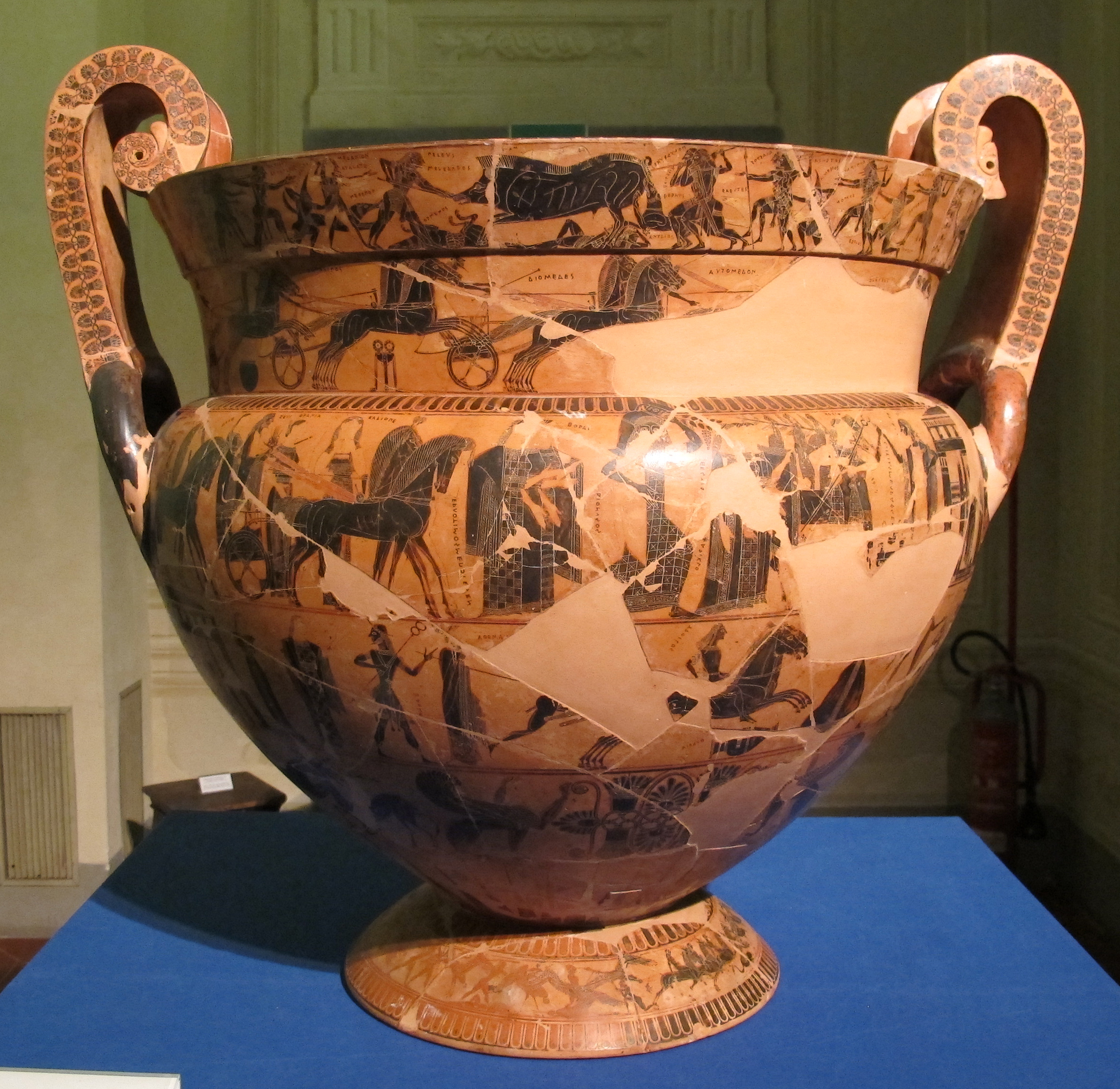
A François-váza

A François-váza az athéni görög kerámiaművészet első, feketealakos korszakának egyik legszebb darabja. Felfedezőjéről, Alexander François-ról nevezték el, aki az 1844 és 1845 között vezetett ásatásokat a Chiusi környékén lévő Fonte Rotellában. A váza darabokban került elő két etruszk sír közeléből.
A François-váza nagyméretű feketealakos volutás kratér, magassága eléri a 66, átmérője 57 centimétert. Kr. e. 570 körül készülhetett, majd számos más vázával együtt etruszk területre szállították. A kratért szignálták, a fazekasmester Ergotimosz és a vázafestő Kleitiasz neve kétszer is szerepel feliratai között. A nagyméretű vegyítőedényt valószínűleg lakomák alkalmából használták.
A kratér felületét vízszintesen hat részre osztották, a sávokon különféle mitológiai jeleneteket ábrázoltak. A hat sávon több mint kétszáz alak szerepel, a figurákat 143 felirat azonosítja. Minden alak gondosan kidolgozott, körvonalaik pontosan megrajzoltak. Egyes szereplőket egymás mögé helyezett el a festő, de ez nem tekinthető a térbeli ábrázolásra való törekvésnek. Az ábrázolt jelenetek dinamikusak, szinte minden alak mozgásban van.
A váza peremét és füleit ornamentális díszítés borítja. A fülek belső oldalára egy-egy Gorgót festett a művész, a külső oldalakon Artemiszt és az Akhilleusz testét cipelő Aiaszt láthatjuk. Az edény nyakán a Patroklosz által Akhilleusz tiszteletére rendezett halotti játékok szerepelnek a kocsiversennyel.
A váza egyik oldalának peremén vadkanvadászatot ábrázoltak, a másik oldalon athéniak tánccal ünneplik, hogy Thészeusz megszabadította őket a Minótaurosztól. A középső sávokban, a kratér legöblösebb részén a művész Péleusz és Thetisz lakodalmát jelenítette meg. A lakodalmon résztvevő, díszes ruhába öltözött istenségek párban, ritkábban egyedül vagy kisebb csoportokban érkeznek az eseményre. Az alsó sávot egy állatfigurákból álló fríz díszíti, az edény talpán törpe pigmeusok és darvak csatája látható.
A François-vázát jelenleg a firenzei Régészeti Múzeumban őrzik.